# Shavākand
Shavākand (persiska: شواکند) är en ort i Iran.   Den ligger i provinsen Khorasan, i den östra delen av landet, 800 km öster om huvudstaden Teheran. Shavākand ligger 2 019 meter över havet och antalet invånare är 143.
Terrängen runt Shavākand är huvudsakligen kuperad, men österut är den platt. Runt Shavākand är det glesbefolkat, med 12 invånare per kvadratkilometer. Närmaste större samhälle är Khorāshād, 15,7 km nordväst om Shavākand. Trakten runt Shavākand är ofruktbar med lite eller ingen växtlighet.